# Sam Hollis
Sam Hollis (Nottingham, 1866 – 17 d'abril de 1942) fou un futbolista i entrenador de futbol anglès.
,
Nascut a Nottingham com a Samuel Woodroffe Moore, tenia relativament poca experiència futbolística, ja que havia treballat prèviament al registre local i com a propietari d'un pub. Es va unir a l'Woolwich Arsenal el 1894 com a entrenador del primer equip.
L'abril del 1897, Hollis va ser temptat pel recentment creat Bristol City F.C., entitat de la qual es va convertir en gerent; va acabar passant tres periodes separats amb els Robins. El primer va acabar el març de 1899 quan va marxar per convertir-se en secretari gerent del Bedminster. El Bedminster es va fusionar amb el Bristol City el 1900 i Hollis va perdre la feina. Tanmateix, el 1901 va tornar a gestionar el Bristol City. Durant aquest segon i més successiu periode, el City va acabar com a subcampió de la Southern League i va ascendir a la Football League.
Va marxar el març de 1905 i va gestionar un hotel entre 1905 i 1911, ja que havia dirigit prèviament una pub entre 1899 i 1909. Va assumir el càrrec de gerent de Bristol City per tercera vegada el gener de 1911, i va supervisar el descens del club de la First Division de nou a la Segona. Va deixar Ashton Gate l'abril de 1913 i el juliol d'aquest mateix any va assumir el càrrec de gerent del Newport County AFC de la Southern League, on va romandre fins al 1917. Després d'això, va deixar la gestió administrativa d'entitats de futbol, tot i que va passar diversos anys com a president dels accionistes del Bristol City. Va morir a Bristol l'abril de 1942.